# Klaus Jünschke
Klaus Jünschke (Mannheim, 6 de setembre de 1947) és un escriptor i activista polític alemany, exmilitant de la segona generació de la Fracció de l'Exèrcit Roig (RAF). Condemnat a presó perpètua per assassinat, va complir la pena des del 1977 fins al 1988 gràcies a una amnistia general.

## Trajectòria
Jünschke estudiava psicologia a Heidelberg quan l'any 1970 va ingressar per primera vegada al Col·lectiu Socialista de Pacients (SPK), un grup estretament vinculat a la RAF. L'any 1971, després de la ruptura del col·lectiu, es va unir a la RAF juntament amb altres companys de militància com ara la seva parella Elisabeth von Dyck. Segons la seva pròpia declaració, havia arribat a les «tropes combatents», havia fet «compres», havia obtingut matrícules i apartaments. Gudrun Ensslin li va donar el nom de guerra «Spätlese». El 9 de juliol de 1972 va ser detingut a Offenbach, juntament amb Irmgard Möller. Va ser acusat d'haver participat amb altres sis membres de la RAF en un robatori de bancs al Bayerische Hypotheken- und Wechsel-Bank de Kaiserslautern, en què van ser sostrets 134.000 DM. En aquell atac, l'agent de policia Herbert Schoner va ser assassinat. Durant el posterior «petit judici de Stammheim», Jünschke va ser citat com a testimoni el dia 131 del judici.
El 2 de juny de 1977 va ser condemnat a presó perpètua per assassinat consumat, juntament amb Manfred Grashof. A l'acusat Wolfgang Grundmann se'l va condemnar a quatre anys de presó. Durant l'empresonament va participar en set vagues de fam. Més tard, es va distanciar de la RAF i el 1986 va escriure una carta oberta en la que els demanava que aturessin la lluita armada. Va rebre el suport dels catòlics de la diòcesi de Limburg de mans del bisbe Franz Kamphaus. Durant la seva detenció, va cursar amb èxit una formació a distància en Ciències socials. Després que el tribunal del districte de Koblenz hagués rebutjat l'excarceració habitual després de 15 anys, a raó de la gravetat particular del crim, Antje Vollmer va fer campanya pel perdó de Jünschke perquè havia renunciat de manera clara i creïble a cometre atemptats. El 30 de novembre de 1988, tant Manfred Grashof com ell van ser indultats pel primer ministre de Renània-Palatinat, Bernhard Vogel, i van sortir de la presó. Va ser el primer indult a Alemanya d'un militant de la RAF.
Des de llavors, ha treballat com a publicista, escriptor i per a projectes socials, entre altres coses. El tema central de les seves publicacions és la crítica a la forma i la funció del sistema penitenciari. Des de 1997 és membre del consell assessor de la presó de Colònia-Ossendorf, a petició dels Verds i per una àmplia majoria de l'Ajuntament de Colònia. També pren postura als mitjans de comunicació escrits, com per exemple al diari d'esquerres junge Welt i al Taz.

## Obres seleccionades
- 1988: Spätlese. Texte zu RAF und Knast, Verlag Neue Kritik, Frankfurt del Main.
- 1993: Aktionshandbuch gegen Rassismus. Für eine BürgerInnen- und Menschenrechtsbewegung in Deutschland, Edition der Andere Buchladen, Colònia (amb Christiane Ensslin, Günter Erkeling i altres)
- 1994: Risikofaktor Innere Sicherheit. Argumente gegen den Law-and-Order-Staat, Knaur, Múnic (amb Christoph Meertens)
- 2005: Wer bestimmt denn unser Leben? Beiträge zur Entkriminalisierung von Menschen ohne Aufenthaltsstatus, Loeper Literaturverlag, Karlsruhe (amb Bettina Paul com a editors)
- 2007: Pop Shop. Gespräche mit Jugendlichen in Haft, Konkret Literatur Verlag, Hamburg, ISBN 978-3-89458-254-8 (amb Jörg Hauenstein i Christiane Ensslin).